# Club Sportiv Concordia Chiajna
Il Club Sportiv Concordia Chiajna è una società calcistica rumena con sede nella città di Chiajna, nel distretto di Ilfov, facente parte della polisportiva omonima, fondata nel 1957. Milita nella Liga II, la seconda divisione del campionato rumeno di calcio.

## Storia
La polisportiva Concordia Chiajna è stata fondata nel 1957 e la prima sezione attivata è stata quella calcistica. Fino alla stagione 2005-2006 (anno in cui è stata promossa in Divizia C) ha sempre giocato nei gironi provinciali.
Dopo un solo anno nella terza serie viene promossa in Liga II. Nella seconda serie disputa quattro campionati terminati sempre nella parte centro-alta della classifica. Il campionato 2010-2011, terminato il girone al secondo posto, vede per la prima volta il Concordia promosso nella massima serie calcistica rumena.

## Nomi ufficiali del club
Durante la sua storia il club ha assunto i seguenti nomi ufficiali:
- GAC Chiajna
- AS Chiajna
- ILF Militari

## Stadio
Il club gioca le partite interne nello stadionul Concordia, impianto dotato di 4.500 posti a sedere e ristrutturato nel 2010

## Palmarès

### Competizioni nazionali
- Liga III: 1

2006-2007

### Altri piazzamenti
- Cupa Ligii:

Finalista: 2015-2016
- Liga II:

Secondo posto: 2010-2011 (Serie I)

## Organico

### Rosa 2024-2025
| N. |                               | Ruolo | Calciatore                 |
| -- | ----------------------------- | ----- | -------------------------- |
| 1  | Romania (bandiera)            | P     | Octavian Vâlceanu          |
| 3  | Ucraina (bandiera)            | D     | Jevhen Cymbaljuk           |
| 4  | Romania (bandiera)            | D     | Andrei Marc                |
| 5  | Romania (bandiera)            | C     | Rareș Lazăr                |
| 7  | Romania (bandiera)            | A     | Alexandru Burcea           |
| 8  | Argentina (bandiera)          | C     | Jonathan Emanuel Rodríguez |
| 9  | Romania (bandiera)            | A     | Adrian Bălan               |
| 12 | Romania (bandiera)            | P     | Yanis Stanciu              |
| 15 | Romania (bandiera)            | C     | Aurelian Ciuciulete        |
| 18 | Rep. Centrafricana (bandiera) | D     | Dylan Mboumbouni           |
| 20 | Macedonia del Nord (bandiera) | A     | Petar Petkovski            |

| N. |                           | Ruolo | Calciatore        |
| -- | ------------------------- | ----- | ----------------- |
| 21 | Romania (bandiera)        | D     | Florin Dumbravă   |
| 22 | Romania (bandiera)        | D     | Adrian Iancu      |
| 23 | Romania (bandiera)        | C     | Robert Ion        |
| 24 | Romania (bandiera)        | A     | Mihai Neicuțescu  |
| 25 | Romania (bandiera)        | D     | Alexandru Misarăș |
| 27 | Romania (bandiera)        | C     | Vlad Prejmerean   |
| 28 | Costa d'Avorio (bandiera) | D     | Josh Okpolokpo    |
| 29 | Romania (bandiera)        | D     | David Alexe       |
| 31 | Romania (bandiera)        | D     | Mihai Dobrescu    |
| 80 | Romania (bandiera)        | C     | Giovani Ghimfuș   |

### Rosa 2023-2024
| N. |                       | Ruolo | Calciatore         |
| -- | --------------------- | ----- | ------------------ |
| 2  | Romania (bandiera)    | D     | Florin Borța       |
| 3  | Romania (bandiera)    | D     | Bogdan Vișan       |
| 4  | Romania (bandiera)    | D     | Alexandru Stănică  |
| 5  | Romania (bandiera)    | C     | Lucian Ion         |
| 7  | Romania (bandiera)    | C     | Marius Dumitru     |
| 8  | Portogallo (bandiera) | C     | Diogo Rosado       |
| 9  | Romania (bandiera)    | C     | Ciprian Biceanu    |
| 10 | Albania (bandiera)    | A     | Azdren Llullaku    |
| 11 | Romania (bandiera)    | C     | Baudouin Kanda     |
| 12 | Romania (bandiera)    | D     | Nicușor Fota       |
| 13 | Romania (bandiera)    | D     | Catalin Alexe      |
| 14 | Romania (bandiera)    | A     | Andrei Hergheligiu |
| 15 | Romania (bandiera)    | C     | Alexandru Atomei   |
| 17 | Romania (bandiera)    | D     | Stelian Cucu       |

| N. |                               | Ruolo | Calciatore           |
| -- | ----------------------------- | ----- | -------------------- |
| 19 | Romania (bandiera)            | A     | Alexandru Nica       |
| 20 | Francia (bandiera)            | A     | Philippe Nsiah       |
| 21 | Romania (bandiera)            | C     | Dan Bucșa (capitano) |
| 22 | Romania (bandiera)            | D     | Cătălin Oanea        |
| 23 | Romania (bandiera)            | D     | Daniel Mihalcea      |
| 27 | Romania (bandiera)            | D     | Alexandru Cherecheș  |
| 28 | Romania (bandiera)            | A     | Sergiu Arnăutu       |
| 30 | Romania (bandiera)            | D     | Alexandru Lazar      |
| 33 | Romania (bandiera)            | P     | Daniel Isvoranu      |
| 44 | Macedonia del Nord (bandiera) | A     | Mirko Ivanovski      |
| 73 | Romania (bandiera)            | D     | Andrei Marc          |
| 99 | Romania (bandiera)            | P     | Alexandru Costache   |
|    | Romania (bandiera)            | D     | Constantin Dima      |

### Rosa 2020-2021
| N. |                       | Ruolo | Calciatore         |
| -- | --------------------- | ----- | ------------------ |
| 2  | Romania (bandiera)    | D     | Florin Borța       |
| 3  | Romania (bandiera)    | D     | Bogdan Vișan       |
| 4  | Romania (bandiera)    | D     | Alexandru Stănică  |
| 5  | Romania (bandiera)    | C     | Lucian Ion         |
| 7  | Romania (bandiera)    | C     | Marius Dumitru     |
| 8  | Portogallo (bandiera) | C     | Diogo Rosado       |
| 9  | Romania (bandiera)    | C     | Ciprian Biceanu    |
| 10 | Albania (bandiera)    | A     | Azdren Llullaku    |
| 11 | Romania (bandiera)    | C     | Baudouin Kanda     |
| 12 | Romania (bandiera)    | D     | Nicușor Fota       |
| 13 | Romania (bandiera)    | D     | Catalin Alexe      |
| 14 | Romania (bandiera)    | A     | Andrei Hergheligiu |
| 15 | Romania (bandiera)    | C     | Alexandru Atomei   |
| 17 | Romania (bandiera)    | D     | Stelian Cucu       |

| N. |                               | Ruolo | Calciatore           |
| -- | ----------------------------- | ----- | -------------------- |
| 19 | Romania (bandiera)            | A     | Alexandru Nica       |
| 20 | Francia (bandiera)            | A     | Philippe Nsiah       |
| 21 | Romania (bandiera)            | C     | Dan Bucșa (capitano) |
| 22 | Romania (bandiera)            | D     | Cătălin Oanea        |
| 23 | Romania (bandiera)            | D     | Daniel Mihalcea      |
| 27 | Romania (bandiera)            | D     | Alexandru Cherecheș  |
| 28 | Romania (bandiera)            | A     | Sergiu Arnăutu       |
| 30 | Romania (bandiera)            | D     | Alexandru Lazar      |
| 33 | Romania (bandiera)            | P     | Daniel Isvoranu      |
| 44 | Macedonia del Nord (bandiera) | A     | Mirko Ivanovski      |
| 73 | Romania (bandiera)            | D     | Andrei Marc          |
| 99 | Romania (bandiera)            | P     | Alexandru Costache   |

### Rosa 2018-2019
| N. |                           | Ruolo | Calciatore                  |
| -- | ------------------------- | ----- | --------------------------- |
| 3  | Romania (bandiera)        | D     | Cristian Albu               |
| 7  | Romania (bandiera)        | C     | Petre Ivanovici             |
| 8  | Romania (bandiera)        | C     | Răzvan Grădinaru            |
| 10 | Giordania (bandiera)      | C     | Tha'er Bawab                |
| 12 | Romania (bandiera)        | A     | Marius Alexe                |
| 13 | Grecia (bandiera)         | D     | Giōrgos Koutroumpīs         |
| 14 | Romania (bandiera)        | D     | Nicușor Fota                |
| 16 | Italia (bandiera)         | P     | Alessandro Caparco          |
| 18 | Romania (bandiera)        | C     | Marian Cristescu (capitano) |
| 19 | Costa d'Avorio (bandiera) | A     | Ghislain Guessan            |
| 20 | Romania (bandiera)        | D     | Ștefan Bărboianu            |
| 22 | Capo Verde (bandiera)     | C     | Nivaldo                     |
| 23 | Algeria (bandiera)        | D     | Liassine Cadamuro           |
| 25 | Argentina (bandiera)      | C     | Nicolás Gorobsov            |

| N. |                       | Ruolo | Calciatore        |
| -- | --------------------- | ----- | ----------------- |
| 30 | Portogallo (bandiera) | D     | João Meira        |
| 33 | Romania (bandiera)    | P     | Alexandru Greab   |
| 40 | Romania (bandiera)    | D     | Andrei Paliu      |
| 41 | Romania (bandiera)    | D     | Alexandru Stănică |
| 43 | Romania (bandiera)    | P     | Mișu Georgian     |
| 44 | Romania (bandiera)    | C     | Adrian Ropotan    |
| 45 | Romania (bandiera)    | D     | Robert Ivan       |
| 73 | Romania (bandiera)    | D     | Andrei Marc       |
| 88 | Tunisia (bandiera)    | A     | Sofien Moussa     |
| 91 | Francia (bandiera)    | C     | Jules Iloki       |
| 95 | Romania (bandiera)    | C     | Marian Obedeanu   |
| 96 | Romania (bandiera)    | D     | Andrei Radu       |
| 97 | Romania (bandiera)    | C     | Ionuț Constantin  |
| 99 | Romania (bandiera)    | P     | Victor Rîmniceanu |

### Rosa 2017-2018
| N. |                      | Ruolo | Calciatore         |
| -- | -------------------- | ----- | ------------------ |
| 3  | Romania (bandiera)   | D     | Cristian Albu      |
| 5  | Romania (bandiera)   | D     | Dan Bucșa          |
| 7  | Romania (bandiera)   | C     | Claudiu Bumba      |
| 8  | Romania (bandiera)   | C     | Răzvan Grădinaru   |
| 9  | Romania (bandiera)   | A     | Robert Răducanu    |
| 10 | Romania (bandiera)   | C     | Vasile Gheorghe    |
| 11 | Giordania (bandiera) | A     | Tha'er Bawab       |
| 13 | Croazia (bandiera)   | C     | Stjepan Babić      |
| 14 | Romania (bandiera)   | D     | Nicușor Fota       |
| 16 | Italia (bandiera)    | P     | Alessandro Caparco |
| 17 | Romania (bandiera)   | C     | Florin Răsdan      |
| 18 | Romania (bandiera)   | C     | Marian Cristescu   |
| 19 | Romania (bandiera)   | C     | Andrei Patache     |
| 20 | Romania (bandiera)   | D     | Ștefan Bărboianu   |

| N. |                               | Ruolo | Calciatore           |
| -- | ----------------------------- | ----- | -------------------- |
| 22 | Paesi Bassi (bandiera)        | C     | Romario Kortzorg     |
| 23 | Romania (bandiera)            | D     | Bogdan Bucurică      |
| 24 | Romania (bandiera)            | D     | Alin Dobrosavlevici  |
| 26 | Romania (bandiera)            | A     | Cristian Bud         |
| 28 | Rep. Centrafricana (bandiera) | D     | Manassé Enza-Yamissi |
| 29 | Romania (bandiera)            | A     | Paul Batin           |
| 30 | Romania (bandiera)            | A     | Marius Pena          |
| 34 | Romania (bandiera)            | P     | Cristian Bălgrădean  |
| 44 | Croazia (bandiera)            | A     | Dino Špehar          |
| 73 | Romania (bandiera)            | D     | Andrei Marc          |
| 80 | Romania (bandiera)            | C     | Daniel Rogoveanu     |
| 97 | Romania (bandiera)            | C     | Ronaldo Deaconu      |
|    | Romania (bandiera)            | P     | Daniel Isvoranu      |

### Rosa 2016-2017
| N. |                    | Ruolo | Calciatore       |
| -- | ------------------ | ----- | ---------------- |
| 1  | Romania (bandiera) | P     | Virgil Drăghia   |
| 2  | Romania (bandiera) | D     | Ștefan Bărboianu |
| 3  | Romania (bandiera) | D     | Cristian Albu    |
| 4  | Romania (bandiera) | D     | Răzvan Tincu     |
| 7  | Romania (bandiera) | C     | Tiberiu Serediuc |
| 9  | Brasile (bandiera) | A     | Alessandro Celin |
| 10 | Romania (bandiera) | C     | Neluț Roșu       |
| 14 | Romania (bandiera) | C     | Daniel Rogoveanu |
| 15 | Romania (bandiera) | D     | Iulian Mamele    |
| 16 | Romania (bandiera) | D     | Cristian Novacek |
| 18 | Romania (bandiera) | C     | Marian Cristescu |
| 19 | Romania (bandiera) | C     | Raul Costin      |

| N. |                        | Ruolo | Calciatore            |
| -- | ---------------------- | ----- | --------------------- |
| 20 | Romania (bandiera)     | A     | Marian Constantinescu |
| 21 | Romania (bandiera)     | D     | Bogdan Bucurică       |
| 26 | Camerun (bandiera)     | D     | Patrice Feussi        |
| 29 | Romania (bandiera)     | D     | Lucian Asanache       |
| 30 | Romania (bandiera)     | A     | Marius Pena           |
| 33 | Romania (bandiera)     | C     | Adrian Cristea        |
| 34 | Romania (bandiera)     | P     | Cristian Bălgrădean   |
| 46 | Paesi Bassi (bandiera) | D     | Milano Koenders       |
| 91 | Romania (bandiera)     | C     | Alin Buleică          |
| 93 | Romania (bandiera)     | P     | Marin Voicu           |
| 95 | Romania (bandiera)     | C     | Răzvan Grădinaru      |
| 96 | Romania (bandiera)     | A     | Robert Răducanu       |

### Rosa 2015-2016
| N. |                       | Ruolo | Calciatore       |
| -- | --------------------- | ----- | ---------------- |
| 1  | Romania (bandiera)    | P     | Florin Matache   |
| 2  | Romania (bandiera)    | D     | Ștefan Bărboianu |
| 3  | Romania (bandiera)    | D     | Marian Marin     |
| 4  | Romania (bandiera)    | D     | Răzvan Tincu     |
| 5  | Romania (bandiera)    | C     | Daniel Lung      |
| 6  | Portogallo (bandiera) | C     | Bruno Madeira    |
| 7  | Romania (bandiera)    | C     | Tiberiu Serediuc |
| 8  | Romania (bandiera)    | C     | Valentin Lazăr   |
| 9  | Romania (bandiera)    | A     | Mihai Dina       |
| 10 | Romania (bandiera)    | C     | Florin Purece    |
| 11 | Romania (bandiera)    | C     | Cristian Cioban  |
| 15 | Romania (bandiera)    | D     | Iulian Mamele    |
| 16 | Romania (bandiera)    | D     | Cristian Sirghi  |
| 17 | Romania (bandiera)    | C     | Florin Rasdan    |

| N. |                      | Ruolo | Calciatore            |
| -- | -------------------- | ----- | --------------------- |
| 18 | Romania (bandiera)   | C     | Marian Cristescu      |
| 20 | Romania (bandiera)   | C     | Marian Constantinescu |
| 21 | Romania (bandiera)   | D     | Bogdan Bucurică       |
| 22 | Italia (bandiera)    | A     | Gabriele Zerbo        |
| 26 | Camerun (bandiera)   | D     | Patrice Feussi        |
| 29 | Romania (bandiera)   | C     | Gabriel Giurgiu       |
| 30 | Romania (bandiera)   | A     | Marius Pena           |
| 33 | Romania (bandiera)   | C     | Adrian Cristea        |
| 34 | Romania (bandiera)   | P     | Cristian Bălgrădean   |
| 80 | Argentina (bandiera) | A     | Cristian García       |
| 91 | Romania (bandiera)   | C     | Alin Buleică          |
| 95 | Romania (bandiera)   | C     | Răzvan Grădinaru      |
| 96 | Romania (bandiera)   | A     | Robert Răducanu       |
|    | Nigeria (bandiera)   | C     | Christian Obodo       |

### Rosa 2014-2015
| N. |                       | Ruolo | Calciatore        |
| -- | --------------------- | ----- | ----------------- |
| 1  | Romania (bandiera)    | P     | Victor Râmniceanu |
| 6  | Portogallo (bandiera) | C     | Bruno Madeira     |
| 7  | Romania (bandiera)    | C     | Tiberiu Serediuc  |
| 8  | Romania (bandiera)    | C     | Alexandru Stan    |
| 9  | Romania (bandiera)    | A     | Mihai Dina        |
| 10 | Romania (bandiera)    | C     | Florin Purece     |
| 11 | Romania (bandiera)    | A     | Daniel Florea     |
| 12 | Romania (bandiera)    | P     | Florin Matache    |
| 15 | Romania (bandiera)    | C     | Daniel Lung       |
| 16 | Romania (bandiera)    | C     | Nicolae Mușat     |
| 17 | Croazia (bandiera)    | D     | Matej Bagarić     |

| N. |                               | Ruolo | Calciatore           |
| -- | ----------------------------- | ----- | -------------------- |
| 19 | Romania (bandiera)            | C     | Adrian Cristea       |
| 21 | Romania (bandiera)            | D     | Bogdan Bucurică      |
| 22 | Romania (bandiera)            | C     | Alexandru Vagner     |
| 23 | Brasile (bandiera)            | C     | Fernando Boldrin     |
| 24 | Romania (bandiera)            | D     | Vasile Maftei        |
| 25 | Portogallo (bandiera)         | C     | Ricardo Alves        |
| 26 | Romania (bandiera)            | A     | Marius Pena          |
| 30 | Romania (bandiera)            | C     | Ștefan Grigorie      |
| 35 | Macedonia del Nord (bandiera) | D     | Hristijan Dragarski  |
| 58 | Bulgaria (bandiera)           | D     | Aleksandăr Djulgerov |
| 77 | Romania (bandiera)            | C     | Cristian Raiciu      |

### Rosa 2012-2013
| N. |                               | Ruolo | Calciatore       |
| -- | ----------------------------- | ----- | ---------------- |
| 1  | Romania (bandiera)            | P     | Florin Niță      |
| 2  | Romania (bandiera)            | D     | Valentin Crețu   |
| 3  | Macedonia del Nord (bandiera) | D     | Egzon Belica     |
| 4  | Romania (bandiera)            | D     | Florin Ilie      |
| 5  | Burkina Faso (bandiera)       | D     | Narcisse Bambara |
| 6  | Romania (bandiera)            | C     | Florin Ispir     |
| 8  | Romania (bandiera)            | C     | Silviu Pană      |
| 9  | Romania (bandiera)            | A     | Valentin Simion  |
| 10 | Romania (bandiera)            | C     | Nicolae Zuluf    |
| 11 | Romania (bandiera)            | C     | Florin Purece    |
| 13 | Romania (bandiera)            | C     | Radu Ciupitu     |
| 15 | Romania (bandiera)            | D     | Mihai Leca       |
| 16 | Romania (bandiera)            | D     | Florin Maxim     |
| 17 | Romania (bandiera)            | C     | Andrei Stan      |

| N. |                                 | Ruolo | Calciatore         |
| -- | ------------------------------- | ----- | ------------------ |
| 18 | Romania (bandiera)              | A     | Alexandru Popovici |
| 21 | Romania (bandiera)              | A     | Rover Cârstea      |
| 22 | Romania (bandiera)              | C     | Sorin Paraschiv    |
| 23 | Romania (bandiera)              | C     | Tiberiu Serediuc   |
| 24 | Romania (bandiera)              | D     | Sorin Ghionea      |
| 27 | Brasile (bandiera)              | A     | Wellington         |
| 28 | Romania (bandiera)              | D     | George Damian      |
| 30 | Romania (bandiera)              | C     | Daniel Stan        |
| 77 | Romania (bandiera)              | D     | Claudiu Iordache   |
| 90 | Romania (bandiera)              | P     | Alberto Cobrea     |
|    | Romania (bandiera)              | D     | Cristian Melinte   |
|    | Albania (bandiera)              | C     | Ariel Shtini       |
|    | Bosnia ed Erzegovina (bandiera) | C     | Damir Ibrić        |